# Queer Eye for the Straight Guy
Pour les articles homonymes, voir Queer (homonymie).
Queer Eye for the Straight Guy puis Queer Eye est une émission de télévision américaine diffusée sur Bravo puis sur Netflix. Elle met en avant cinq « experts » homosexuels débarquant chez un hétérosexuel présenté comme manquant cruellement de style et de goût, avec pour mission de faire de lui un « homme neuf »,.

## 1reGénération

### Membres

#### 2003-2007
- Ted Allen (en), connaisseur de Nourriture et Boissons, expert en alcool et en préparation culinaire.
- Kyan Douglas (en), expert capillaire, hygiène personnelle et maquillage.
- Thom Filicia (en), expert en décors d’intérieur et en organisation du mobilier.
- Carson Kressley, expert en habillement, fashion et style.
- Jai Rodriguez (en), expert en culture populaire, relationnel et interactions sociales.

### Épisodes
| Saison | Nombre d’épisodes | Années         | Diffusion originale | Diffusion originale | Diffusion originale |
| Saison | Nombre d’épisodes | Années         | Début de saison     | Fin de saison       | Chaîne              |
| ------ | ----------------- | -------------- | ------------------- | ------------------- | ------------------- |
| 1      | 25                | 2003-2004 (en) | 15 juillet 2003     | 20 avril 2004       | Bravo               |
| 2      | 30                | 2004-2005      | 1er juin 2004       | 12 avril 2005       | Bravo               |
| 3      | 19                | 2005-2006      | 7 juin 2005         | 7 février 2006      | Bravo               |
| 4      | 16                | 2006-2007      | 6 juin 2006         | 19 septembre 2006   | Bravo               |
| 5      | 10                | 2006-2007      | 2 octobre 2007      | 30 octobre 2007     | Bravo               |